# Ninfa plebea
Ninfa plebea è un film del 1996, diretto da Lina Wertmüller, tratto dall'omonimo romanzo di Domenico Rea, vincitore del premio Strega 1993.

## Trama
Anni Quaranta. A Nofi, paesino immaginario a sud di Napoli, vive la giovane Miluzza con la sua famiglia: il padre Gioacchino è un modesto sarto, la madre Nunziata (disinibita e con tendenze ninfomani) aiuta il marito nel lavoro mentre il nonno materno, Fafele, è uno stimato pizzaiolo. Cresciuta in un ambiente ignorante, promiscuo e intriso di pregiudizi, Miluzza inizia a conoscere il suo corpo adolescente ed esplora le emozioni e le bizzarrie del sesso con l'ingenua inconsapevolezza e l'esuberanza tipiche dell'età; tuttavia la sua bellezza attira le perversioni di alcuni paesani. Questi si sentono incoraggiati a molestare l'inconsapevole ragazzina a causa della cattiva fama di Nunziata che, spinta da una sessualità irrefrenabile, non si preoccupa di nascondere i suoi incontri amorosi coi soldati nella bottega del marito, al quale comunque vuole bene sinceramente. Il pregiudizio del paese e le naturali pulsioni dell'adolescenza sembrano predestinare Miluzza a una sorte infelice da cui soltanto suo padre, tuttavia di animo debole, vorrebbe proteggerla.
Una notte, Miluzza scopre la madre Nunziata in atteggiamenti inequivocabili con un soldato e ne resta sconvolta; la sorpresa si trasforma in orrore quando si rende conto che, durante l'amplesso, la madre è rimasta vittima di un'emorragia mortale.
Con la morte di Nunziata, la situazione familiare precipita: Gioacchino, isolatosi nel suo dolore, smette di lavorare mentre Miluzza vende pizze in strada con suo nonno. 
La ragazza trova lavoro nella fabbrica dell'imprenditore Giuseppe Acella, che si invaghisce subito di lei e con l'inganno riesce ad attirarla in una camera d'albergo abusandone. Al suo rientro in paese, a Miluzza viene comunicato che suo padre è morto. Acella, che è sposato, organizza una cerimonia fastosa per il funerale accollandosi tutte le spese ma sollevando così le chiacchiere della gente. Miluzza finisce per essere additata come una poco di buono e, giorno dopo giorno, la vita in paese diventa sempre più difficile per lei: una sera tre giovani si introducono in casa per violentarla ma vengono cacciati da nonno Fafele giunto appena in tempo; inoltre, nonostante i continui rifiuti di Miluzza, Acella continua a perseguitarla chiedendole di diventare la sua amante.
I bombardamenti angloamericani si abbattono su Nofi che viene rasa al suolo e lo stesso nonno Fafele muore sotto le macerie della sua casa. Rimasta sola, Miluzza, anziché recarsi al rifugio col resto degli abitanti del paese, si ripara nella casa ormai abbandonata dell'amica Annetta. Qui bussa alla porta Pietro, un giovane disertore ferito che sta tentando di tornare a casa. Miluzza lo accoglie e lo cura, poi nottetempo lo accompagna a casa sua sostenendolo lungo il tragitto. Giunti a destinazione, Miluzza fa per andarsene ma Pietro, innamoratosi di lei, le chiede di restare per sempre.
La famiglia di Pietro accoglie Miluzza ma la madre del ragazzo, Gesummina, dubita dell'integrità intima della giovane. Nonostante ciò, Pietro e Miluzza convolano a nozze e, grazie a uno stratagemma escogitato dallo sposo, anche Gesummina accoglierà la nuora a braccia aperte.

## Produzione
Il film è girato tra i comuni di Spinazzola, Montemilone, Craco e Ravello.

## Riconoscimenti
- 1996 - David di Donatello
  - Nomination Migliore attrice non protagonista a Stefania Sandrelli
  - Nomination Miglior scenografia a Enrico Job
- 1997 - Nastro d'argento
  - Nomination Migliori costumi a Gino Persico